# Geoff Nicholls
Geoff Nicholls (n. 29 februarie 1948, Birmingham, Anglia, Regatul Unit – d. 28 ianuarie 2017) a fost un muzician și claviaturist, cel mai cunoscut pentru activitatea în formația de heavy metal Black Sabbath. Nicholls a cântat și în formația Quartz, adeptă a mișcării NWOBHM, înainte de a se alătura grupului Black Sabbath. La sfârșitul anilor '60/începutul anilor '70, Nicholls a cântat la chitară pentru trupa din Birmingham, Johnny Neal and The Starliners.